# إنجلترا وويلز

خريطة إنجلترا وويلز، وهما دولتان من الدول الأربع المكونة للمملكة المتحدة.

إنجلترا وويلز (بالويلزية: Cymru a Lloegr) هي دائرة قضائية قانونية تغطي إنجلترا وويلز، وهما جزءان من الأجزاء الأربعة للمملكة المتحدة. تشكل إنجلترا وويلز الخليفة الدستوري لمملكة إنجلترا السابقة وتتبع نظامًا قانونيًا واحدًا يُعرف باسم القانون الإنجليزي.

## القانون

### تسجيل الشركات

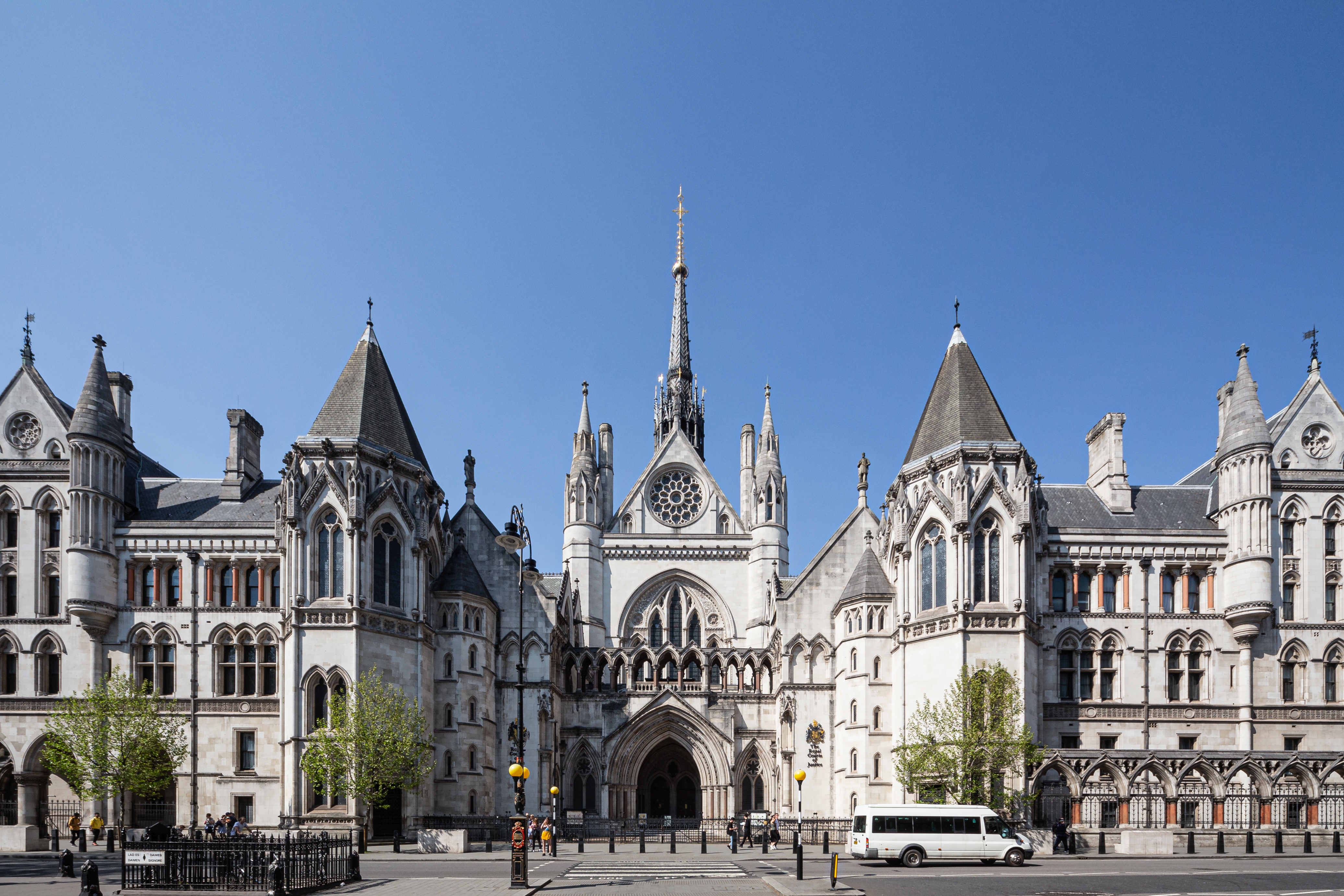
محاكم العدل الملكية في إنجلترا وويلز

لكي يتم تأسيس شركة في المملكة المتحدة، يجب أن يذكر طلب التسجيل في منزل الشركات [الإنجليزية] «ما إذا كان المكتب المسجل للشركة موجودًا في إنجلترا وويلز (أو في ويلز)، أو في اسكتلندا أو في أيرلندا الشمالية»، الذي سيحدد القانون المطبق على هذا الكيان التجاري.

## ترتيب الأسبقية
يختلف ترتيب الأسبقية في إنجلترا وويلز عن ترتيب أيرلندا الشمالية واسكتلندا وعن عوالم الكومنولث.

## المتنزهات الوطنية
تتمتع المتنزهات الوطنية في إنجلترا وويلز بإطار تشريعي مميز وتاريخ.